# Tillandsia clavigera
Tillandsia clavigera är en gräsväxtart som beskrevs av Carl Christian Mez. Tillandsia clavigera ingår i släktet Tillandsia och familjen Bromeliaceae.

## Underarter
Arten delas in i följande underarter:
- T. c. clavigera
- T. c. pendula